# Llista de topònims de Gósol
Llista de topònims (noms propis de lloc) del municipi de Gósol, al Berguedà
Informació actualitzada per un bot. Els canvis manuals es perdran quan s'actualitzi!

## abric rocós
| imatge | Nom              | Ubicat a | instància de | Detalls | coordenades                                                         | Protecció | Commons (més fotos) | Dades a WD                    |
| ------ | ---------------- | -------- | ------------ | ------- | ------------------------------------------------------------------- | --------- | ------------------- | ----------------------------- |
|        | Balma de Jupal   | Gósol    | abric rocós  |         | 42° 11′ 46″ N, 1° 39′ 34″ E / 42.1959892882831°N,1.65931485916277°E |           |                     | Modifica les dades a Wikidata |
|        | Balma del Grauet | Gósol    | abric rocós  |         | 42° 13′ 07″ N, 1° 38′ 41″ E / 42.2186833649715°N,1.64464703258948°E |           |                     | Modifica les dades a Wikidata |

## borda
| imatge | Nom                | Ubicat a | instància de | Detalls | coordenades                                                         | Protecció | Commons (més fotos) | Dades a WD                    |
| ------ | ------------------ | -------- | ------------ | ------- | ------------------------------------------------------------------- | --------- | ------------------- | ----------------------------- |
|        | Barraca de la Jaça | Gósol    | borda        |         | 42° 12′ 54″ N, 1° 37′ 40″ E / 42.2149791072289°N,1.62775278731208°E |           |                     | Modifica les dades a Wikidata |
|        | borda del Martí    | Gósol    | borda        |         | 42° 14′ 55″ N, 1° 39′ 49″ E / 42.2485723953582°N,1.6636565246509°E  |           |                     | Modifica les dades a Wikidata |
|        | borda del Nen Xic  | Gósol    | borda        |         | 42° 12′ 34″ N, 1° 39′ 33″ E / 42.209351467253°N,1.65906862948693°E  |           |                     | Modifica les dades a Wikidata |
|        | borda del Tinent   | Gósol    | borda        |         | 42° 13′ 16″ N, 1° 38′ 48″ E / 42.220978723903°N,1.6466671739351°E   |           |                     | Modifica les dades a Wikidata |

## carrer
| imatge | Nom                    | Ubicat a | instància de | Detalls                                  | coordenades                                                                        | Protecció                                  | Commons (més fotos)            | Dades a WD                    |
| ------ | ---------------------- | -------- | ------------ | ---------------------------------------- | ---------------------------------------------------------------------------------- | ------------------------------------------ | ------------------------------ | ----------------------------- |
|        | carrer de Baix         | Gósol    | carrer       | Estil: arquitectura popular              |                                                                                    | bé integrant del patrimoni cultural català |                                | Modifica les dades a Wikidata |
|        | carrer de Vista Alegre | Gósol    | carrer       | Estil: arquitectura popular 18th century | 42° 14′ 17″ N, 1° 39′ 39″ E / 42.238145°N,1.66079°E ca:C. Vista Alegre 1440 msnm   | bé integrant del patrimoni cultural català | Carrer de Vista Alegre (Gósol) | Modifica les dades a Wikidata |
|        | carrer de la Guàrdia   | Gósol    | carrer       | Estil: arquitectura popular 18th century | 42° 14′ 16″ N, 1° 39′ 43″ E / 42.237778°N,1.661949°E ca:C. de la Guàrdia 1430 msnm | bé integrant del patrimoni cultural català | Carrer de la Guàrdia (Gósol)   | Modifica les dades a Wikidata |
|        | carrer del Castell     | Gósol    | carrer       | Estil: arquitectura popular 17th century | 42° 14′ 10″ N, 1° 39′ 37″ E / 42.23604°N,1.660336°E ca:C. Castell 1452 msnm        | bé integrant del patrimoni cultural català | Carrer del Castell (Gósol)     | Modifica les dades a Wikidata |

## castell
| imatge | Nom                | Ubicat a | instància de | Detalls                     | coordenades                                                                                     | Protecció                                            | Commons (més fotos) | Dades a WD                    |
| ------ | ------------------ | -------- | ------------ | --------------------------- | ----------------------------------------------------------------------------------------------- | ---------------------------------------------------- | ------------------- | ----------------------------- |
|        | Castell de Fraumir | Gósol    | castell      | 13rd century                | 42° 11′ 25″ N, 1° 41′ 51″ E / 42.190191°N,1.69754°E ca:Sobre el Molí de Güell, Bonner 1294 msnm | bé d'interès cultural bé cultural d'interès nacional |                     | Modifica les dades a Wikidata |
|        | Castell de Gósol   | Gósol    | castell      | Estil: arquitectura popular | 42° 14′ 03″ N, 1° 39′ 38″ E / 42.23416667°N,1.66055556°E ca:Al Tossal de Gósol 1480 msnm        | bé d'interès cultural bé cultural d'interès nacional | Gósol castle        | Modifica les dades a Wikidata |
|        | Castell de Moripol | Gósol    | castell      | Estat: ruïnós               | 42° 11′ 37″ N, 1° 40′ 30″ E / 42.193627°N,1.674973°E 1368 msnm                                  |                                                      | Castell de Moripol  | Modifica les dades a Wikidata |

## collada
| imatge | Nom                | Ubicat a                 | instància de             | Detalls | coordenades                                                                   | Protecció | Commons (més fotos)                  | Dades a WD                    |
| ------ | ------------------ | ------------------------ | ------------------------ | ------- | ----------------------------------------------------------------------------- | --------- | ------------------------------------ | ----------------------------- |
|        | Coll de Josa       | Gósol Josa i Tuixén      | collada port de muntanya |         | 42° 15′ 01″ N, 1° 39′ 03″ E / 42.250373°N,1.650701°E 1629 msnm                |           |                                      | Modifica les dades a Wikidata |
|        | Coll de Pradell    | la Coma i la Pedra Gósol | collada                  |         | 42° 11′ 25″ N, 1° 38′ 37″ E / 42.1904°N,1.64366°E 2073 msnm                   |           | Coll de Pradell (la Coma i la Pedra) | Modifica les dades a Wikidata |
|        | Coll dels Belitres | la Coma i la Pedra Gósol | collada                  |         | 42° 12′ 01″ N, 1° 37′ 17″ E / 42.20030861°N,1.62133333°E 2152 msnm            |           | Coll dels Belitres (serra del Verd)  | Modifica les dades a Wikidata |
|        | Collada de Molar   | Gósol Guixers            | collada                  |         | 42° 10′ 23″ N, 1° 43′ 34″ E / 42.173075°N,1.72606389°E 1658 msnm              |           |                                      | Modifica les dades a Wikidata |
|        | Collet de la Pedra | Gósol Guixers            | collada                  |         | 42° 10′ 04″ N, 1° 39′ 33″ E / 42.1677°N,1.65924°E 1413 msnm                   |           |                                      | Modifica les dades a Wikidata |
|        | Tres Collets       | la Coma i la Pedra Gósol | collada                  |         | 42° 11′ 54″ N, 1° 37′ 59″ E / 42.198384°N,1.633144°E Serra del Verd 2134 msnm |           | Tres Collets                         | Modifica les dades a Wikidata |

## cova
| imatge | Nom              | Ubicat a | instància de | Detalls | coordenades                                                         | Protecció | Commons (més fotos) | Dades a WD                    |
| ------ | ---------------- | -------- | ------------ | ------- | ------------------------------------------------------------------- | --------- | ------------------- | ----------------------------- |
|        | l'Espluga Rodona | Gósol    | cova         |         | 42° 13′ 45″ N, 1° 41′ 36″ E / 42.2291630937088°N,1.69324616956863°E |           |                     | Modifica les dades a Wikidata |
|        | la Grallera      | Gósol    | cova         |         | 42° 14′ 45″ N, 1° 41′ 50″ E / 42.2456990976443°N,1.69728064581119°E |           |                     | Modifica les dades a Wikidata |

## curs d'aigua
| imatge | Nom                            | Ubicat a                | instància de | Detalls                                                         | coordenades | Protecció | Commons (més fotos)          | Dades a WD                    |
| ------ | ------------------------------ | ----------------------- | ------------ | --------------------------------------------------------------- | --- | --------- | ---------------------------- | ----------------------------- |
|        | Aigua d'Ora                    | Solsonès Berguedà Bages | curs d'aigua | Desemboca: Cardener Llarg: 40.1km Conca: 187km²                 | 42° 11′ 12″ N, 1° 43′ 51″ E / 42.18677888888889°N,1.730793888888889°E 41° 55′ 39″ N, 1° 39′ 52″ E / 41.927391944444445°N,1.6645138888888888°E |           | Aigua d'Ora River            | Modifica les dades a Wikidata |
|        | Aigua de Valls                 | Gósol Saldes Guixers    | curs d'aigua | Desemboca: Cardener Llarg: 22.8km Conca: 103.59km²              | 42° 13′ 34″ N, 1° 39′ 38″ E / 42.225997°N,1.660469°E 42° 07′ 39″ N, 1° 36′ 36″ E / 42.127474°N,1.610087°E                                     |           | Aigua de Valls River         | Modifica les dades a Wikidata |
|        | Barranc de la Jaça             | Gósol                   | curs d'aigua | Desemboca: Torrent Forcat Llarg: 1003m Conca: 30ha              | 42° 12′ 58″ N, 1° 37′ 40″ E / 42.216197°N,1.627908°E 42° 12′ 56″ N, 1° 38′ 18″ E / 42.215557°N,1.638456°E                                     |           |                              | Modifica les dades a Wikidata |
|        | Barranc dels Obaguets          | Gósol                   | curs d'aigua | Desemboca: Torrent Forcat Llarg: 1187m Conca: 118ha             | 42° 12′ 41″ N, 1° 37′ 30″ E / 42.211331°N,1.625085°E 42° 12′ 50″ N, 1° 38′ 15″ E / 42.213757°N,1.637414°E                                     |           |                              | Modifica les dades a Wikidata |
|        | Torrent Forcat                 | Gósol                   | curs d'aigua | Desemboca: riu de Torrentsenta Llarg: 2749m Conca: 420ha        | 42° 12′ 12″ N, 1° 38′ 29″ E / 42.20322°N,1.641386°E 42° 13′ 24″ N, 1° 38′ 43″ E / 42.223405°N,1.645385°E                                      |           | Torrent Forcat (Gósol)       | Modifica les dades a Wikidata |
|        | Torrent Fosc                   | Gósol                   | curs d'aigua | Desemboca: Torrent Forcat Llarg: 1861m Conca: 118ha             | 42° 12′ 02″ N, 1° 37′ 20″ E / 42.200578°N,1.622181°E 42° 12′ 41″ N, 1° 38′ 16″ E / 42.2113°N,1.637654°E                                       |           | Torrent Fosc                 | Modifica les dades a Wikidata |
|        | canal de Cavallonga            | Gósol                   | curs d'aigua | Desemboca: Aigua de Valls Llarg: 691m Conca: 19ha               | 42° 10′ 34″ N, 1° 41′ 27″ E / 42.176119°N,1.690846°E 42° 10′ 24″ N, 1° 41′ 53″ E / 42.173211°N,1.698049°E                                     |           |                              | Modifica les dades a Wikidata |
|        | canal del Roure                | Vilacireres             | curs d'aigua | Desemboca: Aigua de Valls Llarg: 985m Conca: 70ha               | 42° 10′ 32″ N, 1° 41′ 11″ E / 42.175657°N,1.68652°E 42° 10′ 53″ N, 1° 41′ 36″ E / 42.181388°N,1.693248°E                                      |           |                              | Modifica les dades a Wikidata |
|        | canal dels Tubs                | Vilacireres             | curs d'aigua | Desemboca: Aigua de Valls Llarg: 733m Conca: 35ha               | 42° 11′ 00″ N, 1° 41′ 06″ E / 42.183449°N,1.685011°E 42° 11′ 00″ N, 1° 41′ 27″ E / 42.18339°N,1.690934°E                                      |           |                              | Modifica les dades a Wikidata |
|        | riu de Torrentsenta            | Gósol                   | curs d'aigua | Desemboca: Aigua de Valls Llarg: 3.36km Conca: 792ha            | 42° 13′ 31″ N, 1° 37′ 42″ E / 42.225252°N,1.628238°E 42° 13′ 34″ N, 1° 39′ 38″ E / 42.225998°N,1.660496°E                                     |           | Riu de Torrentsenta          | Modifica les dades a Wikidata |
|        | torrent de Coma                | Gósol                   | curs d'aigua | Desemboca: Aigua de Valls Llarg: 4.41km Conca: 7.57km²          | 42° 14′ 23″ N, 1° 38′ 03″ E / 42.239634°N,1.634251°E 42° 13′ 34″ N, 1° 39′ 38″ E / 42.226°N,1.660494°E                                        |           |                              | Modifica les dades a Wikidata |
|        | torrent de Font de Tomàs       | Moripol                 | curs d'aigua | Desemboca: Aigua de Valls Llarg: 3.75km Conca: 7.94km²          | 42° 11′ 46″ N, 1° 39′ 06″ E / 42.19603°N,1.651593°E 42° 11′ 22″ N, 1° 41′ 36″ E / 42.189323°N,1.693243°E                                      |           | Torrent de Font de Tomàs     | Modifica les dades a Wikidata |
|        | torrent de Merles              | Gósol                   | curs d'aigua | Desemboca: Aigua de Valls Llarg: 988m Conca: 69ha               | 42° 13′ 28″ N, 1° 40′ 49″ E / 42.224321°N,1.68019°E 42° 12′ 59″ N, 1° 40′ 54″ E / 42.216518°N,1.681752°E                                      |           |                              | Modifica les dades a Wikidata |
|        | torrent de Moripol             | Moripol                 | curs d'aigua | Desemboca: torrent de Font de Tomàs Llarg: 2307m Conca: 231ha   | 42° 12′ 12″ N, 1° 40′ 06″ E / 42.203205°N,1.668347°E 42° 11′ 30″ N, 1° 41′ 12″ E / 42.191788°N,1.686583°E                                     |           |                              | Modifica les dades a Wikidata |
|        | torrent de Vilacireres         | Guixers Gósol           | curs d'aigua | Desemboca: Aigua de Valls Llarg: 2.52km Conca: 6.51km²          | 42° 10′ 28″ N, 1° 39′ 01″ E / 42.17449°N,1.6503130555555554°E 42° 09′ 36″ N, 1° 40′ 51″ E / 42.16006388888889°N,1.680736111111111°E           |           | Torrent de Vilacireres       | Modifica les dades a Wikidata |
|        | torrent de l'Aigua             | Gósol                   | curs d'aigua | Desemboca: Torrent Forcat Llarg: 1.07km Conca: 31.8ha           | 42° 12′ 01″ N, 1° 37′ 59″ E / 42.200403°N,1.633051°E 42° 12′ 28″ N, 1° 38′ 13″ E / 42.207656°N,1.637062°E                                     |           |                              | Modifica les dades a Wikidata |
|        | torrent de l'Arrovinat         | Gósol                   | curs d'aigua | Desemboca: Aigua de Valls Llarg: 3.97km Conca: 2.54km²          | 42° 14′ 37″ N, 1° 41′ 46″ E / 42.243503°N,1.696191°E 42° 13′ 31″ N, 1° 39′ 43″ E / 42.225249°N,1.661941°E                                     |           | Torrent de l'Arrovinat       | Modifica les dades a Wikidata |
|        | torrent de l'Aubagó            | Gósol                   | curs d'aigua | Desemboca: Aigua de Valls Llarg: 3918m Conca: 324ha             | 42° 14′ 09″ N, 1° 42′ 10″ E / 42.235937°N,1.702903°E 42° 12′ 58″ N, 1° 40′ 41″ E / 42.216182°N,1.67801°E                                      |           | Torrent de l'Aubagó          | Modifica les dades a Wikidata |
|        | torrent de la Borda del Moixic | Gósol                   | curs d'aigua | Desemboca: riu de Torrentsenta Llarg: 1571m Conca: 187ha        | 42° 13′ 15″ N, 1° 37′ 38″ E / 42.220873°N,1.627345°E 42° 13′ 24″ N, 1° 38′ 34″ E / 42.223463°N,1.642865°E                                     |           |                              | Modifica les dades a Wikidata |
|        | torrent de la Font del Gall    | Gósol                   | curs d'aigua | Desemboca: Torrent Forcat Llarg: 631m Conca: 26ha               | 42° 12′ 06″ N, 1° 38′ 12″ E / 42.201651°N,1.636792°E 42° 12′ 26″ N, 1° 38′ 15″ E / 42.207143°N,1.637413°E                                     |           |                              | Modifica les dades a Wikidata |
|        | torrent de les Abeurades       | Gósol                   | curs d'aigua | Desemboca: Torrent Forcat Llarg: 554m Conca: 26.6ha             | 42° 12′ 00″ N, 1° 38′ 28″ E / 42.199918°N,1.641116°E 42° 12′ 12″ N, 1° 38′ 29″ E / 42.203213°N,1.641372°E                                     |           |                              | Modifica les dades a Wikidata |
|        | torrent del Castell (Gósol)    | Gósol                   | curs d'aigua | Desemboca: torrent de Font de Tomàs Llarg: 1871m Conca: 100.2ha | 42° 12′ 08″ N, 1° 39′ 50″ E / 42.202344°N,1.664°E 42° 11′ 35″ N, 1° 40′ 22″ E / 42.192957°N,1.672693°E                                        |           |                              | Modifica les dades a Wikidata |
|        | torrent del Clot de l'Infern   | Gósol                   | curs d'aigua | Desemboca: Aigua de Valls Llarg: 4071m Conca: 644ha             | 42° 11′ 31″ N, 1° 43′ 45″ E / 42.191902°N,1.729278°E 42° 10′ 23″ N, 1° 41′ 53″ E / 42.173111°N,1.697994°E                                     |           | Torrent del Clot de l'Infern | Modifica les dades a Wikidata |
|        | torrent del Prat dels Llitzes  | Gósol                   | curs d'aigua | Desemboca: Torrent Forcat Llarg: 468m Conca: 11.7ha             | 42° 12′ 04″ N, 1° 38′ 42″ E / 42.20103°N,1.64487°E 42° 12′ 12″ N, 1° 38′ 29″ E / 42.203204°N,1.641383°E                                       |           |                              | Modifica les dades a Wikidata |
|        | torrent del Salí               | Gósol                   | curs d'aigua | Desemboca: torrent dels Morers Llarg: 1195m Conca: 41ha         | 42° 12′ 55″ N, 1° 39′ 24″ E / 42.21515°N,1.656631°E 42° 13′ 10″ N, 1° 39′ 44″ E / 42.219429°N,1.662113°E                                      |           |                              | Modifica les dades a Wikidata |
|        | torrent dels Cirers            | Gósol                   | curs d'aigua | Desemboca: riu de Torrentsenta Llarg: 947m Conca: 55ha          | 42° 13′ 07″ N, 1° 39′ 02″ E / 42.218601°N,1.65051°E 42° 13′ 28″ N, 1° 39′ 16″ E / 42.22447°N,1.65442°E                                        |           |                              | Modifica les dades a Wikidata |
|        | torrent dels Escanagats        | Gósol                   | curs d'aigua | Desemboca: torrent de Coma Llarg: 2326m Conca: 187ha            | 42° 14′ 49″ N, 1° 40′ 16″ E / 42.247043°N,1.671083°E 42° 14′ 32″ N, 1° 39′ 21″ E / 42.242178°N,1.655919°E                                     |           |                              | Modifica les dades a Wikidata |
|        | torrent dels Morers            | Gósol                   | curs d'aigua | Desemboca: Aigua de Valls Llarg: 3166m Conca: 172ha             | 42° 12′ 10″ N, 1° 38′ 46″ E / 42.202903°N,1.646005°E 42° 13′ 12″ N, 1° 39′ 59″ E / 42.220133°N,1.666483°E                                     |           |                              | Modifica les dades a Wikidata |
|        | torrent dels Reguerons         | Gósol                   | curs d'aigua | Desemboca: riu de Torrentsenta Llarg: 735m Conca: 55ha          | 42° 13′ 58″ N, 1° 37′ 43″ E / 42.232746°N,1.62871°E 42° 13′ 43″ N, 1° 38′ 01″ E / 42.228562°N,1.633716°E                                      |           |                              | Modifica les dades a Wikidata |

## entitat singular de població
| imatge | Nom      | Ubicat a | instància de                                   | Detalls | coordenades                                                        | Protecció | Commons (més fotos) | Dades a WD                    |
| ------ | -------- | -------- | ---------------------------------------------- | ------- | ------------------------------------------------------------------ | --------- | ------------------- | ----------------------------- |
|        | Gósol    | Gósol    | entitat singular de població capital municipal | 201 hab | 42° 14′ 13″ N, 1° 39′ 36″ E / 42.23697°N,1.6601°E 1420 msnm        |           |                     | Modifica les dades a Wikidata |
|        | Sorribes | Gósol    | entitat singular de població                   | 13 hab  | 42° 13′ 19″ N, 1° 40′ 44″ E / 42.22196389°N,1.67898611°E 1370 msnm |           | Sorribes (Gósol)    | Modifica les dades a Wikidata |

## església
| imatge | Nom                              | Ubicat a    | instància de | Detalls                           | coordenades                                                                                            | Protecció                                  | Commons (més fotos)              | Dades a WD                    |
| ------ | -------------------------------- | ----------- | ------------ | --------------------------------- | --- | ------------------------------------------ | -------------------------------- | ----------------------------- |
|        | Mare de Déu del Roser de Gósol   | Gósol       | església     | Estil: arquitectura popular       | 42° 14′ 06″ N, 1° 39′ 41″ E / 42.234883°N,1.661301°E                                                   | bé integrant del patrimoni cultural català | Mare de Déu del Roser de Gósol   | Modifica les dades a Wikidata |
|        | Sant Francesc de Gósol           | Gósol       | església     | Estil: arquitectura popular       | 42° 13′ 16″ N, 1° 40′ 43″ E / 42.220989°N,1.67873561°E                                                 | bé integrant del patrimoni cultural català |                                  | Modifica les dades a Wikidata |
|        | Sant Jaume de Vilacireres        | Vilacireres | església     |                                   | 42° 10′ 23″ N, 1° 39′ 52″ E / 42.1729210429183°N,1.66441508868568°E 1382 msnm                          |                                            | Sant Jaume de Vilacireres        | Modifica les dades a Wikidata |
|        | Sant Vicenç de Moripol           | Gósol       | església     | Estil: arquitectura popular       | 42° 11′ 52″ N, 1° 40′ 38″ E / 42.197732°N,1.677183°E                                                   | bé integrant del patrimoni cultural català | Sant Vicenç de Moripol           | Modifica les dades a Wikidata |
|        | Santa Eulàlia de Bonner          | Gósol       | església     | Estil: arquitectura romànica      | 42° 10′ 37″ N, 1° 42′ 14″ E / 42.176941°N,1.703957°E ca:Bonner 1330 msnm                               | bé integrant del patrimoni cultural català | Santa Eulàlia de Bonner          | Modifica les dades a Wikidata |
|        | Santa Margarida de Gósol         | Gósol       | església     | Estil: arquitectura popular       | 42° 13′ 48″ N, 1° 38′ 41″ E / 42.229922°N,1.644592°E                                                   | bé integrant del patrimoni cultural català |                                  | Modifica les dades a Wikidata |
|        | Santa Maria del Castell de Gósol | Gósol       | església     | Estil: arquitectura romànica 1010 | 42° 14′ 02″ N, 1° 39′ 38″ E / 42.234023°N,1.660612°E ca:Dins el recinte del castell de Gósol 1488 msnm |                                            | Santa Maria del Castell de Gósol | Modifica les dades a Wikidata |
|        | església de l'Assumpció de Gósol | Gósol       | església     | Estil: arquitectura eclèctica     | 42° 14′ 12″ N, 1° 39′ 39″ E / 42.236711°N,1.660929°E                                                   | bé integrant del patrimoni cultural català | Església de l'Assumpció de Gósol | Modifica les dades a Wikidata |

## font
| imatge | Nom                                 | Ubicat a | instància de | Detalls | coordenades                                                         | Protecció | Commons (més fotos) | Dades a WD                    |
| ------ | ----------------------------------- | -------- | ------------ | ------- | ------------------------------------------------------------------- | --------- | ------------------- | ----------------------------- |
|        | font Terrers                        | Gósol    | font         |         | 42° 14′ 57″ N, 1° 39′ 51″ E / 42.2492434789695°N,1.66405449946199°E |           |                     | Modifica les dades a Wikidata |
|        | font de Cal Vicençó                 | Gósol    | font         |         | 42° 13′ 34″ N, 1° 40′ 58″ E / 42.2260181679739°N,1.68285373504851°E |           |                     | Modifica les dades a Wikidata |
|        | font de Coll de Gósol               | Gósol    | font         |         | 42° 12′ 11″ N, 1° 39′ 48″ E / 42.2031424001492°N,1.66336682600036°E |           |                     | Modifica les dades a Wikidata |
|        | font de Ginebreda                   | Gósol    | font         |         | 42° 14′ 53″ N, 1° 39′ 03″ E / 42.248046935752°N,1.6509372221461°E   |           |                     | Modifica les dades a Wikidata |
|        | font de Torrentsenta                | Gósol    | font         |         | 42° 13′ 22″ N, 1° 38′ 37″ E / 42.2228595317119°N,1.64366106113943°E |           |                     | Modifica les dades a Wikidata |
|        | font de la Costa de les Fontanelles | Gósol    | font         |         | 42° 10′ 31″ N, 1° 40′ 09″ E / 42.175391359432°N,1.66929093883662°E  |           |                     | Modifica les dades a Wikidata |
|        | font de la Moneda                   | Gósol    | font         |         | 42° 11′ 57″ N, 1° 37′ 44″ E / 42.1992043593936°N,1.62883305557667°E |           |                     | Modifica les dades a Wikidata |
|        | font de la Rebasta                  | Gósol    | font         |         | 42° 12′ 21″ N, 1° 38′ 44″ E / 42.2057088837965°N,1.64568759377266°E |           |                     | Modifica les dades a Wikidata |
|        | font de les Abeurades               | Gósol    | font         |         | 42° 12′ 11″ N, 1° 38′ 28″ E / 42.2031794080798°N,1.64122347720979°E |           |                     | Modifica les dades a Wikidata |
|        | font de les Barraques               | Gósol    | font         |         | 42° 11′ 27″ N, 1° 40′ 48″ E / 42.1907468743969°N,1.68001078845078°E |           |                     | Modifica les dades a Wikidata |
|        | font de les Llitzes                 | Gósol    | font         |         | 42° 10′ 31″ N, 1° 40′ 46″ E / 42.1752659004398°N,1.67947613008461°E |           |                     | Modifica les dades a Wikidata |
|        | font del Pere dels Pobres           | Gósol    | font         |         | 42° 10′ 08″ N, 1° 39′ 40″ E / 42.168913093054°N,1.6610947332092°E   |           |                     | Modifica les dades a Wikidata |
|        | font del Tenell                     | Gósol    | font         |         | 42° 10′ 54″ N, 1° 42′ 32″ E / 42.1816154952532°N,1.70876863025403°E |           |                     | Modifica les dades a Wikidata |
|        | font del Verd                       | Gósol    | font         |         | 42° 12′ 49″ N, 1° 37′ 34″ E / 42.213530958852°N,1.626230957306°E    |           |                     | Modifica les dades a Wikidata |
|        | font dels Coloms                    | Gósol    | font         |         | 42° 10′ 49″ N, 1° 40′ 19″ E / 42.1801865808988°N,1.67196325709194°E |           |                     | Modifica les dades a Wikidata |

## indret
| imatge | Nom                | Ubicat a                 | instància de | Detalls | coordenades                                                           | Protecció | Commons (més fotos) | Dades a WD                    |
| ------ | ------------------ | ------------------------ | ------------ | ------- | --------------------------------------------------------------------- | --------- | ------------------- | ----------------------------- |
|        | Cints de Can Blanc | Gósol Guixers            | indret       |         | 42° 10′ 13″ N, 1° 41′ 32″ E / 42.17037778°N,1.692325°E 1125 1319 msnm |           |                     | Modifica les dades a Wikidata |
|        | Prat d'Aubes       | la Coma i la Pedra Gósol | indret       |         | 42° 11′ 54″ N, 1° 37′ 18″ E / 42.198287°N,1.621639°E 2125 2200 msnm   |           | Prat d'Aubes        | Modifica les dades a Wikidata |

## masia
| imatge | Nom                  | Ubicat a | instància de | Detalls                     | coordenades                                                                   | Protecció                                  | Commons (més fotos)       | Dades a WD                    |
| ------ | -------------------- | -------- | ------------ | --------------------------- | ----------------------------------------------------------------------------- | ------------------------------------------ | ------------------------- | ----------------------------- |
|        | Ca l'Andreuet        | Gósol    | masia        |                             | 42° 14′ 41″ N, 1° 40′ 42″ E / 42.2448066620095°N,1.67831754789361°E           |                                            |                           | Modifica les dades a Wikidata |
|        | Cal Barceló          | Gósol    | masia        |                             | 42° 14′ 10″ N, 1° 39′ 29″ E / 42.2360339010125°N,1.65807963555551°E           |                                            |                           | Modifica les dades a Wikidata |
|        | Cal Costa            | Gósol    | masia        |                             | 42° 10′ 38″ N, 1° 42′ 14″ E / 42.1770855817193°N,1.70399336751173°E           |                                            |                           | Modifica les dades a Wikidata |
|        | Cal Culestret        | Gósol    | masia        |                             | 42° 10′ 31″ N, 1° 43′ 03″ E / 42.1752460220942°N,1.71740993658658°E           |                                            |                           | Modifica les dades a Wikidata |
|        | Cal Franciscó        | Gósol    | masia        |                             | 42° 14′ 02″ N, 1° 39′ 48″ E / 42.2340065608838°N,1.66339431413238°E           |                                            |                           | Modifica les dades a Wikidata |
|        | Cal Garrost          | Moripol  | masia        | Estat: ruïnós               | 42° 11′ 37″ N, 1° 40′ 28″ E / 42.1935278943794°N,1.67457851359205°E 1368 msnm |                                            | Cal Garrost               | Modifica les dades a Wikidata |
|        | Cal Joan             | Gósol    | masia        |                             | 42° 10′ 40″ N, 1° 42′ 15″ E / 42.177681765695°N,1.70415070648014°E            |                                            |                           | Modifica les dades a Wikidata |
|        | Cal Jou              | Gósol    | masia        |                             | 42° 13′ 19″ N, 1° 40′ 44″ E / 42.2219662793606°N,1.67901218639366°E           |                                            |                           | Modifica les dades a Wikidata |
|        | Cal Mariano          | Gósol    | masia        |                             | 42° 14′ 15″ N, 1° 40′ 43″ E / 42.2374529991856°N,1.67868918687206°E           |                                            |                           | Modifica les dades a Wikidata |
|        | Cal Pendola          | Gósol    | masia        |                             | 42° 11′ 20″ N, 1° 41′ 25″ E / 42.1889609701377°N,1.69018723454418°E           |                                            |                           | Modifica les dades a Wikidata |
|        | Cal Perdut           | Gósol    | masia        |                             | 42° 13′ 25″ N, 1° 40′ 44″ E / 42.2235149533219°N,1.67897989787423°E           |                                            |                           | Modifica les dades a Wikidata |
|        | Cal Perramon         | Gósol    | masia        |                             | 42° 13′ 17″ N, 1° 40′ 44″ E / 42.22140566422°N,1.67881789359777°E             |                                            |                           | Modifica les dades a Wikidata |
|        | Cal Ros              | Gósol    | masia        |                             | 42° 13′ 21″ N, 1° 40′ 44″ E / 42.2226045808786°N,1.67891406155498°E           |                                            |                           | Modifica les dades a Wikidata |
|        | Can Blanc            | Gósol    | masia        |                             | 42° 10′ 39″ N, 1° 40′ 39″ E / 42.177449005831°N,1.6774449756512°E 1431 msnm   |                                            | Can Blanc (Gósol)         | Modifica les dades a Wikidata |
|        | Can Pelegrí          | Gósol    | masia        |                             | 42° 10′ 33″ N, 1° 40′ 21″ E / 42.175811°N,1.672506°E 1377 msnm                |                                            | Can Pelegrí (Vilacireres) | Modifica les dades a Wikidata |
|        | Casa la Collada      | Gósol    | masia        | Estil: arquitectura popular | 42° 11′ 23″ N, 1° 41′ 33″ E / 42.189808°N,1.692601°E                          | bé integrant del patrimoni cultural català |                           | Modifica les dades a Wikidata |
|        | Caseta de les Basses | Gósol    | masia        |                             | 42° 13′ 50″ N, 1° 39′ 37″ E / 42.2304768815487°N,1.66036653077909°E           |                                            |                           | Modifica les dades a Wikidata |
|        | Serres               | Gósol    | masia        |                             | 42° 12′ 59″ N, 1° 40′ 02″ E / 42.2162643897239°N,1.66724572423443°E           |                                            |                           | Modifica les dades a Wikidata |
|        | Torre del Campet     | Gósol    | masia        |                             | 42° 14′ 09″ N, 1° 39′ 53″ E / 42.2358950273178°N,1.66469969689783°E           |                                            |                           | Modifica les dades a Wikidata |
|        | la Feixeta           | Gósol    | masia        |                             | 42° 11′ 22″ N, 1° 41′ 39″ E / 42.1895458028712°N,1.69408682353392°E           |                                            |                           | Modifica les dades a Wikidata |
|        | la Guardiola         | Gósol    | masia        |                             | 42° 10′ 28″ N, 1° 43′ 15″ E / 42.1743844009058°N,1.72090221127156°E           |                                            |                           | Modifica les dades a Wikidata |
|        | la Roca              | Gósol    | masia        |                             | 42° 11′ 40″ N, 1° 41′ 12″ E / 42.1944228166602°N,1.68661059803353°E           |                                            |                           | Modifica les dades a Wikidata |

## molí d'aigua
| imatge | Nom              | Ubicat a | instància de                    | Detalls                                  | coordenades                                                                                                | Protecció                                  | Commons (més fotos) | Dades a WD                    |
| ------ | ---------------- | -------- | ------------------------------- | ---------------------------------------- | --- | ------------------------------------------ | ------------------- | ----------------------------- |
|        | Molí de Sorribes | Gósol    | molí d'aigua                    | Estil: arquitectura popular              | | bé integrant del patrimoni cultural català |                     | Modifica les dades a Wikidata |
|        | molí d'en Güell  | Gósol    | molí d'aigua                    | Estil: arquitectura popular 17th century | 42° 11′ 28″ N, 1° 41′ 38″ E / 42.191161°N,1.693807°E ca:Bonner, a l'esquerra de l'Aigua de Valls 1105 msnm | bé integrant del patrimoni cultural català | Molí d'en Güell     | Modifica les dades a Wikidata |
|        | molí de Gósol    | Gósol    | molí d'aigua refugi de muntanya | Estil: arquitectura popular 17th century | 42° 13′ 33″ N, 1° 39′ 30″ E / 42.225744°N,1.658386°E ca:Al sud de Gósol, al peu del Torrentsenta 1332 msnm | bé integrant del patrimoni cultural català | Molí de Gósol       | Modifica les dades a Wikidata |

## muntanya
| imatge | Nom                          | Ubicat a                               | instància de | Detalls | coordenades                                                                       | Protecció | Commons (més fotos)         | Dades a WD                    |
| ------ | ---------------------------- | -------------------------------------- | ------------ | ------- | --------------------------------------------------------------------------------- | --------- | --------------------------- | ----------------------------- |
|        | Cap d'Urdet                  | Gósol la Coma i la Pedra               | muntanya     |         | 42° 11′ 48″ N, 1° 38′ 26″ E / 42.19662222°N,1.64051389°E 2240 msnm                |           | Cap d'Urdet                 | Modifica les dades a Wikidata |
|        | Cap de Prat d'Aubes          | la Coma i la Pedra Gósol               | muntanya     |         | 42° 11′ 52″ N, 1° 37′ 31″ E / 42.1979°N,1.62521°E 2252 msnm                       |           | Cap de Prat d'Aubes         | Modifica les dades a Wikidata |
|        | Cap de la Creu               | Gósol                                  | muntanya     |         | 42° 13′ 40″ N, 1° 40′ 00″ E / 42.22764722°N,1.66676556°E 1495.6 msnm              |           |                             | Modifica les dades a Wikidata |
|        | Cap de la Gallina Pelada     | Saldes Fígols Gósol                    | muntanya     |         | 42° 11′ 22″ N, 1° 44′ 17″ E / 42.1894343677°N,1.73803778545°E 2321 msnm           |           | Cap de la Gallina Pelada    | Modifica les dades a Wikidata |
|        | Cap del Verd                 | la Coma i la Pedra Josa i Tuixén Gósol | muntanya     |         | 42° 12′ 03″ N, 1° 36′ 49″ E / 42.2008147325°N,1.61370601396°E 2284 msnm           |           | Cap del Verd                | Modifica les dades a Wikidata |
|        | Pedraforca                   | Saldes Gósol                           | muntanya     |         | 42° 14′ 24″ N, 1° 42′ 11″ E / 42.239941°N,1.702938°E 2506 msnm                    |           | Pedraforca                  | Modifica les dades a Wikidata |
|        | Pollegó Superior             | Saldes Gósol                           | muntanya     |         | 42° 14′ 24″ N, 1° 42′ 11″ E / 42.2399451722°N,1.70292577431°E 2506 msnm           |           |                             | Modifica les dades a Wikidata |
|        | Puig de Baix                 | Gósol                                  | muntanya     |         | 42° 13′ 30″ N, 1° 40′ 24″ E / 42.22508333°N,1.67325°E 1479.2 msnm                 |           |                             | Modifica les dades a Wikidata |
|        | Pujalt                       | la Coma i la Pedra Gósol               | muntanya cim |         | 42° 11′ 18″ N, 1° 38′ 52″ E / 42.18826389°N,1.64780278°E 2109 msnm                |           | Pujalt (la Coma i la Pedra) | Modifica les dades a Wikidata |
|        | Roc Roig                     | Saldes Gósol                           | muntanya     |         | 42° 13′ 50″ N, 1° 42′ 02″ E / 42.23055556°N,1.70041667°E Pedraforca 2053 msnm     |           | Roc Roig (Gósol)            | Modifica les dades a Wikidata |
|        | Roca de Suquer               | Gósol                                  | muntanya     |         | 42° 10′ 53″ N, 1° 42′ 36″ E / 42.18147222°N,1.70988889°E serra d'Ensija 1639 msnm |           | Roca de Suquer              | Modifica les dades a Wikidata |
|        | Roques Blanques              | Saldes Gósol                           | muntanya     |         | 42° 11′ 27″ N, 1° 43′ 48″ E / 42.1908°N,1.73008°E serra d'Ensija 2150 msnm        |           | Roques Blanques (Gósol)     | Modifica les dades a Wikidata |
|        | Santa Margarida              | Guixers Gósol                          | muntanya     |         | 42° 09′ 40″ N, 1° 42′ 29″ E / 42.1611°N,1.70814°E 1629 msnm                       |           |                             | Modifica les dades a Wikidata |
|        | Serrat de Mateu              | Saldes Gósol                           | muntanya     |         | 42° 11′ 57″ N, 1° 41′ 25″ E / 42.19919444°N,1.69022222°E 1479.1 msnm              |           |                             | Modifica les dades a Wikidata |
|        | Serrat del Puig              | Gósol                                  | muntanya     |         | 42° 13′ 34″ N, 1° 40′ 06″ E / 42.2261°N,1.66844°E 1498.3 msnm                     |           |                             | Modifica les dades a Wikidata |
|        | Tossal Rodó                  | Gósol                                  | muntanya     |         | 42° 10′ 27″ N, 1° 41′ 13″ E / 42.17411111°N,1.68694167°E 1437 msnm                |           | Tossal Rodó (Guixers)       | Modifica les dades a Wikidata |
|        | Tossal del Castell de Termes | Josa i Tuixén Gósol                    | muntanya     |         | 42° 15′ 12″ N, 1° 39′ 30″ E / 42.25341667°N,1.65847222°E 1778.8 msnm              |           |                             | Modifica les dades a Wikidata |
|        | els Cloterons                | Josa i Tuixén Gósol                    | muntanya     |         | 42° 14′ 18″ N, 1° 37′ 34″ E / 42.2383°N,1.626°E 2179.2 msnm                       |           | Els Cloterons               | Modifica les dades a Wikidata |

## nucli de població
| imatge | Nom         | Ubicat a | instància de      | Detalls | coordenades                                                                 | Protecció | Commons (més fotos) | Dades a WD                    |
| ------ | ----------- | -------- | ----------------- | ------- | --------------------------------------------------------------------------- | --------- | ------------------- | ----------------------------- |
|        | Bonner      | Gósol    | nucli de població |         | 42° 10′ 37″ N, 1° 42′ 14″ E / 42.177031°N,1.703763°E 1330 msnm              |           | Bonner (Gósol)      | Modifica les dades a Wikidata |
|        | Moripol     | Gósol    | nucli de població |         | 42° 11′ 51″ N, 1° 40′ 37″ E / 42.19755278°N,1.67688611°E 1373 msnm          |           | Moripol             | Modifica les dades a Wikidata |
|        | Vilacireres | Gósol    | nucli de població |         | 42° 10′ 15″ N, 1° 39′ 53″ E / 42.170756191623°N,1.6646878667755°E 1375 msnm |           | Vilacireres (Gósol) | Modifica les dades a Wikidata |

## pont
| imatge | Nom                           | Ubicat a | instància de | Detalls                                                           | coordenades                                                                                        | Protecció                                  | Commons (més fotos)           | Dades a WD                    |
| ------ | ----------------------------- | -------- | ------------ | ----------------------------------------------------------------- | -------------------------------------------------------------------------------------------------- | ------------------------------------------ | ----------------------------- | ----------------------------- |
|        | Túnel de l'Avi                | Gósol    | pont         |                                                                   | 42° 11′ 50″ N, 1° 41′ 48″ E / 42.1971957083718°N,1.69678770929028°E                                |                                            |                               | Modifica les dades a Wikidata |
|        | pont Vell del Molí d'en Güell | Gósol    | pont         | Estil: arquitectura popular 17th century Travessa: Aigua de Valls | 42° 11′ 27″ N, 1° 41′ 37″ E / 42.190884°N,1.693735°E ca:Bonner, prop del Molí d'en Güell 1103 msnm | bé integrant del patrimoni cultural català | Pont Vell del Molí d'en Güell | Modifica les dades a Wikidata |

## serra
| imatge | Nom                   | Ubicat a                                       | instància de                                        | Detalls                                     | coordenades                                                          | Protecció | Commons (més fotos)        | Dades a WD                    |
| ------ | --------------------- | ---------------------------------------------- | --------------------------------------------------- | ------------------------------------------- | -------------------------------------------------------------------- | --------- | -------------------------- | ----------------------------- |
|        | Roca Roja (Gósol)     | Gósol                                          | serra                                               |                                             | 42° 14′ 16″ N, 1° 39′ 05″ E / 42.23783333°N,1.65127778°E 1817.7 msnm |           |                            | Modifica les dades a Wikidata |
|        | Serra del Verd        | la Coma i la Pedra Guixers Josa i Tuixén Gósol | serra àrea protegida Pla d'Espais d'Interès Natural | 1992 Llarg: 6.12km Superfície: 3050.78634ha | 42° 12′ 02″ N, 1° 36′ 49″ E / 42.2006°N,1.61361°E 2283 msnm          |           | Serra del Verd             | Modifica les dades a Wikidata |
|        | serra de la Muga      | Gósol                                          | serra                                               |                                             | 42° 14′ 33″ N, 1° 39′ 51″ E / 42.24247222°N,1.66405556°E 1800 msnm   |           | Serra de la Muga           | Modifica les dades a Wikidata |
|        | serra de la Tossa     | Gósol                                          | serra                                               |                                             | 42° 14′ 06″ N, 1° 40′ 53″ E / 42.23494444°N,1.68125°E 2175.8 msnm    |           | Serra de la Tossa (Gósol)  | Modifica les dades a Wikidata |
|        | serra de les Comes    | Gósol                                          | serra                                               |                                             | 42° 11′ 58″ N, 1° 39′ 27″ E / 42.1995°N,1.657456°E 2080 msnm         |           | Serra de les Comes (Gósol) | Modifica les dades a Wikidata |
|        | serrat Alt            | Gósol                                          | serra                                               |                                             | 42° 12′ 15″ N, 1° 37′ 58″ E / 42.2043°N,1.63264°E 2222.8 msnm        |           |                            | Modifica les dades a Wikidata |
|        | serrat Rodó           | Gósol                                          | serra                                               |                                             | 42° 12′ 20″ N, 1° 38′ 33″ E / 42.2055°N,1.64253°E 2102.9 msnm        |           |                            | Modifica les dades a Wikidata |
|        | serrat de la Matella  | Gósol Saldes                                   | serra                                               |                                             | 42° 12′ 24″ N, 1° 40′ 31″ E / 42.20658333°N,1.67525°E 1664 msnm      |           | Serrat de la Matella       | Modifica les dades a Wikidata |
|        | serrat de la Palla    | Gósol                                          | serra                                               |                                             | 42° 10′ 53″ N, 1° 40′ 30″ E / 42.1814°N,1.67508°E 1671.3 msnm        |           |                            | Modifica les dades a Wikidata |
|        | serrat de la Pedra    | Gósol                                          | serra                                               |                                             | 42° 10′ 14″ N, 1° 39′ 21″ E / 42.17066667°N,1.65586111°E 1734.2 msnm |           |                            | Modifica les dades a Wikidata |
|        | serrat de la Portella | Gósol Josa i Tuixén                            | serra                                               |                                             | 42° 15′ 20″ N, 1° 40′ 35″ E / 42.25561111°N,1.67630556°E 2038.9 msnm |           |                            | Modifica les dades a Wikidata |
|        | serrat dels Tabals    | Gósol                                          | serra                                               |                                             | 42° 11′ 02″ N, 1° 39′ 50″ E / 42.18397222°N,1.66375°E 1757.8 msnm    |           |                            | Modifica les dades a Wikidata |

## Misc
| imatge | Nom                                 | Ubicat a                                                      | instància de                                                          | Detalls                            | coordenades                                                                           | Protecció | Commons (més fotos)                 | Dades a WD                    |
| ------ | ----------------------------------- | ------------------------------------------------------------- | --------------------------------------------------------------------- | ---------------------------------- | ------------------------------------------------------------------------------------- | --------- | ----------------------------------- | ----------------------------- |
|        | Aigüesjuntes                        | Gósol                                                         | barranc                                                               |                                    | 42° 10′ 23″ N, 1° 41′ 53″ E / 42.173056°N,1.698056°E 1020 msnm                        |           |                                     | Modifica les dades a Wikidata |
|        | Caminada popular de Gósol           | Gósol                                                         | passejada                                                             | 1988                               |                                                                                       |           |                                     | Modifica les dades a Wikidata |
|        | Centre Picasso de Gósol             | Gósol                                                         | museu                                                                 |                                    | ca:Plaça Major, 1 - 25716 Gósol                                                       |           |                                     | Modifica les dades a Wikidata |
|        | Cotaróns                            | Gósol                                                         | vèrtex geodèsic                                                       | Alt: 1.2m                          | 42° 14′ 17″ N, 1° 37′ 34″ E / 42.238111°N,1.626101°E 2178.814 msnm                    |           |                                     | Modifica les dades a Wikidata |
|        | Granja del Congost                  | Gósol                                                         | granja                                                                |                                    | 42° 14′ 09″ N, 1° 39′ 25″ E / 42.2356951539735°N,1.65683853313965°E                   |           |                                     | Modifica les dades a Wikidata |
|        | Noguera de Sorribes                 | Sorribes                                                      | arbre singular                                                        | Taxon: noguer comú (Juglans regia) | 42° 13′ 18″ N, 1° 40′ 44″ E / 42.22154°N,1.678791°E                                   |           |                                     | Modifica les dades a Wikidata |
|        | Serra d'Ensija-els Rasos de Peguera | Castellar del Riu Cercs Fígols Vallcebre Saldes Gósol Guixers | àrea protegida espai d'interès natural Pla d'Espais d'Interès Natural | 1992 Superfície: 4341.55981ha      | 42° 11′ N, 1° 44′ E / 42.19°N,1.74°E                                                  |           | Serra d'Ensija-els Rasos de Peguera | Modifica les dades a Wikidata |
|        | bosc de l'Espluga                   | Vilacireres la Corriu                                         | bosc                                                                  |                                    | 42° 09′ 53″ N, 1° 39′ 52″ E / 42.16468888888889°N,1.6644830555555554°E 1350 1475 msnm |           | Bosc de l'Espluga                   | Modifica les dades a Wikidata |
|        | casa consistorial de Gósol          | Gósol                                                         | casa consistorial                                                     |                                    | 42° 14′ 14″ N, 1° 39′ 38″ E / 42.2370901°N,1.6605517°E                                |           |                                     | Modifica les dades a Wikidata |